# Akrostich
Akrostich [akrostych] (dříve také akrostych, z řeckého akrostichon, složeniny z akros, „krajní“ a stichos, „verš“) je báseň, v níž počáteční písmena, slabiky nebo slova každého verše nebo sloky tvoří slovo, jméno nebo větu, které se také mohou nazývat „akrostich“.
Častým obsahem akrostichu je jméno adresáta básně nebo básníka samotného, v hebrejsky psané biblické poezii se často vyskytují akrostichy, které nevytvářejí žádnou větu, ale pouze sledují pořadí písmen hebrejské abecedy (viz např. Kniha nářků).
Na počátku měl akrostich pravděpodobně magický význam. Nejstarší známé akrostichy se datují do doby Nikandrovy. Řecká a latinská tradice psaní akrostichů (viz Plautus, Commodianus a další) pokračovala i ve středověku (Boccaccio).
Akrostichem poslední doby, který i na krátký čas získal pozornost médií, byl vzkaz Arnolda Schwarzeneggera z října 2009 směřovaný členům státního zasedání, jehož úvodní písmena dávala vzkaz „Fuck You“.
Analogicky k akrostichu existuje také mezostich, v němž tvoří souvislý text sloupec písmen uprostřed verše, telestich (text tvoří poslední písmena veršů, nikoli první) a nejkomplikovanější akroteleuton, ve kterém první písmena veršů čtena odshora dolů a poslední písmena veršů čtená odspoda nahoru tvoří totéž slovo. Techniku podobnou telestichu využil také François Villon v básni Balada pro milou, v níž všechny verše končí na písmeno r.
Jako akrostické se označují některé pasáže Bible, kdy jednotlivé verše (nebo jejich menší části či naopak celé odstavce) začínají postupně jednotlivými písmeny hebrejské abecedy (více či méně dokonale a kompletně).

## Příklady
Vše vystaráno! Nebojím se psot!

Jsme stejné ráže. Dvojice jsme slot.

Lehká a pasák. Špinavý jsme rod.

Lne rovný k rovné. Jako u těch vran.

Och, tahle špína! Špína je nám vhod.

Nás život vypliv. Plijem na život

zde v hampejzu, kde rozbili jsme stan.
(François Villon: Balada o tlusté Margot, závěr, přeložil Otokar Fischer - za pozornost stojí, že akrostich básníkova příjmení je zdůrazněn kapitalizací, a také v akrostichu tradičně přípustná záměna příliš obtížného písmene I za v češtině častější J, podobně jako záměna U za V.
Proslulým příkladem je akrostich v závěrečném sonetu Věnce sonetů romantického slovinského básníka France Prešerena:
Poet tvoj nov Slovencem venec vije,

Ran mojih bo spomin in tvoje hvale,

Iz srca svoje so kali pognale

Mokrócveteče rožice poezíje.

Iz krajev niso, ki v njih sonce sije;

Cel čas so blagih sapic pogreš'vále,

Obdájale so vtrjene jih skale,

Viharjev jeznih mrzle domačije.

Izdíhljaji, solzé so jih redíle,

Jim moč so dale rasti neveselo,

Ur temnih so zatirale jih sile.

Lej, torej je bledo njih cvetje velo!

Jim iz oči ti pošlji žarke mile

In gnale bodo nov cvet bolj veselo.
Akrostichy psal také anglický dramatik Ben Jonson:
Volpone, childless, rich, feigns sick, despairs,

Offers his state to hopes of several heirs,

Lies languishing: his parasite receives

Presents of all, assures, deludes; then weaves

Other cross plots, which ope themselves, are told.

New tricks for safety are sought; they thrive: when bold,

Each tempts the other again, and all are sold.

(Volpone aneb Lišák)
Trochu jinak vypadá akrostich spojený s telestichem (což je akroteleuton) v Weinerově Mezopotamii, protože v tomto případě tvoří jej nikoli jednotlivá písmena, nýbrž celé slabiky. Akrostich byl oblíbenou formou maďarského renesančního básníka Valentína Balaši. Rovněž středověký polský básník Władysław z Gielniowa psal latinsky akrostichy.

### Akrostich pro Wikipedii
Wítán buď každý, kdo nesmýšlí nemoudře

I ten, jenž dokořán mysl svou otevře

Koruny netřeba, netřeba haléře

I začal Zlatý věk v pravdě a myšlení

Poselstvím ryzím, jež nikdy se nezmění

Exaktním průvodcem lidského vědění

Dávno se nenosí stavět moc nad rozum

I proto vykřič v svět: „Cogito ergo sum!“

Expanze poznání nechť vládne našim dnům…
Pozn. Tato báseň v čtyřstopém daktylu byla věnována projektu Wikipedie.